# Уолси (остров)
Уо́лси (англ. Whalsay) — остров в архипелаге Шетландских островов, Шотландия.

## Этимология
Название острова возможно произошло от древнескандинавского -Hvalsey — китовый остров.

## География

Карта острова Уолси

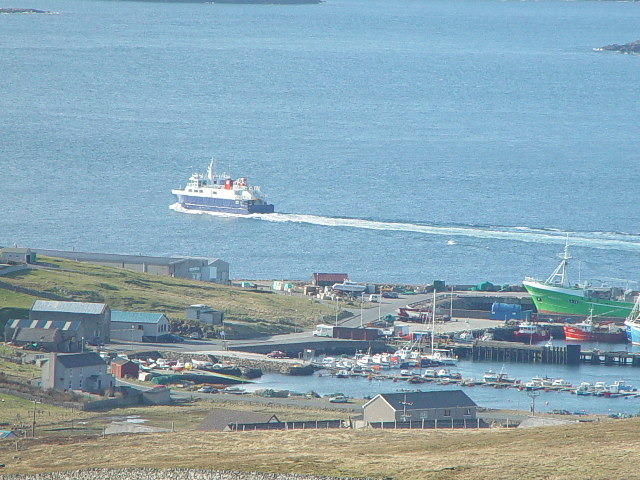
Гавань Симбистера

Расположен в восточной части архипелага Шетландских островов у восточного берега острова Мейнленд, омывается Северным морем. Ближайшие крупные острова — Брессей на юге, Мейнленд на западе, Йелл и Фетлар на севере, группа островов Аут-Скеррис на северо-востоке. Окружён небольшими необитаемыми островами: Гриф-Скерри, Исбистер-Холм, Ист-Линга, Муа, Ниста, Рамбл, Уэзер-Холм Уэст-Линга, Холм-оф-Сэндуик и другими. От острова Уэст-Линга отделён проливом Линга-Саунд.
Площадь острова составляет 19,7 квадратных километра. Наивысшая точка — гора Уорд-оф-Клетт, 119 метров над уровнем моря. Крупнейшие озёра — Лох-оф-Исбистер, Лох-оф-Хакстер, Лох-оф-Хоулл.
Через западную часть острова проходит 1-й меридиан западной долготы.

## История
На острове сохранились архитектурные памятники времён неолита.
Исторически остров Уолси и острова Аут-Скеррис входят в приход Нэстинг с центром на острове Мейнленд.

## Население
Население острова составляет 1034 человека, при средней плотности 52 человека на квадратный километр (2001 год). Населённые пункты — Бро, Исбистер, Марристер, Симбистер, Ско, Хакстер, Чаллистер и другие. Деревня Симбистер включает в себя небольшие деревни Норт-Парк и Сэндуик.

## Экономика
Паромы компании «Shetland Islands Council Ferries» обеспечивают паромное сообщение из Симбистера в деревни Видлин и Лаксо на восточном берегу острова Мейнленд и на остров Бререй в группе островов Аут-Скеррис.

## Образование

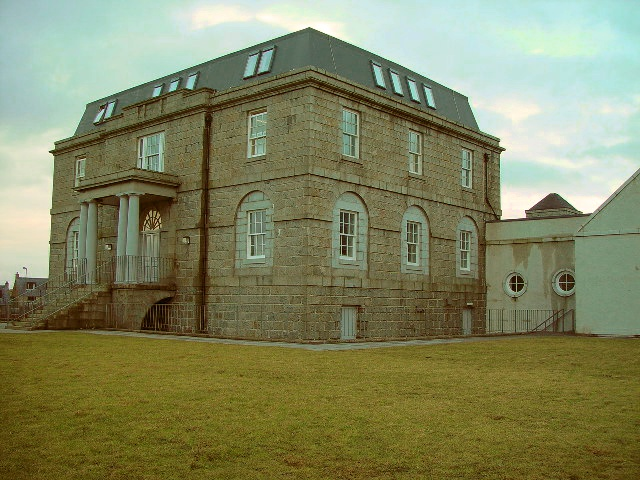
Симбистер-Хаус, здание школы «Whalsay Secondary School»

Работает средняя школа «Whalsay Secondary School», 61 ученик средних классов, 84 учащихся начальных классов, 15 учащихся в подготовительных классах (2009 год).

## Спорт
Рядом с деревней Ско на северо-восточном мысу острова находится гольф-клуб «Whalsay Golf Club», самый северный гольф-клуб Великобритании.

## Достопримечательности
- Бени-Хус — каменное сооружение времён неолита в северо-восточной части острова[9].

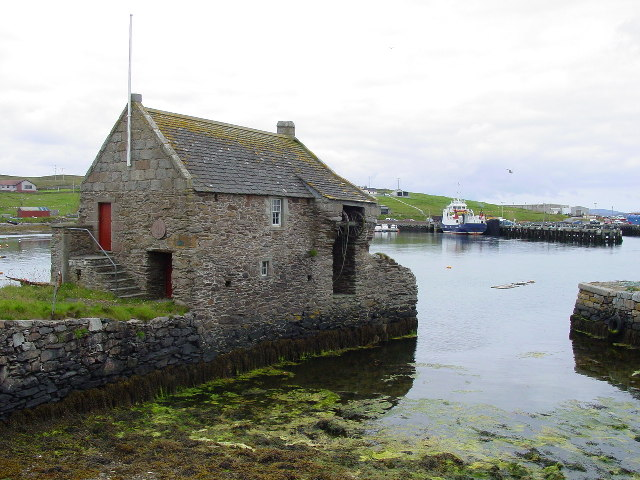
Пир-Хаус

- Пир-Хаус — бывшее складское помещение и U-образный пирс в Симбистере. В 1971 году включены в список архитектурных памятников категории «B»[10].
- Симбистер-Хаус — бывшая загородная усадьба 1823 года постройки в Симбистере, в настоящее время здание средней школы «Whalsay Secondary School». В 1971 году здание и окружающие его постройки были включены в список архитектурных памятников категории «B»[11].

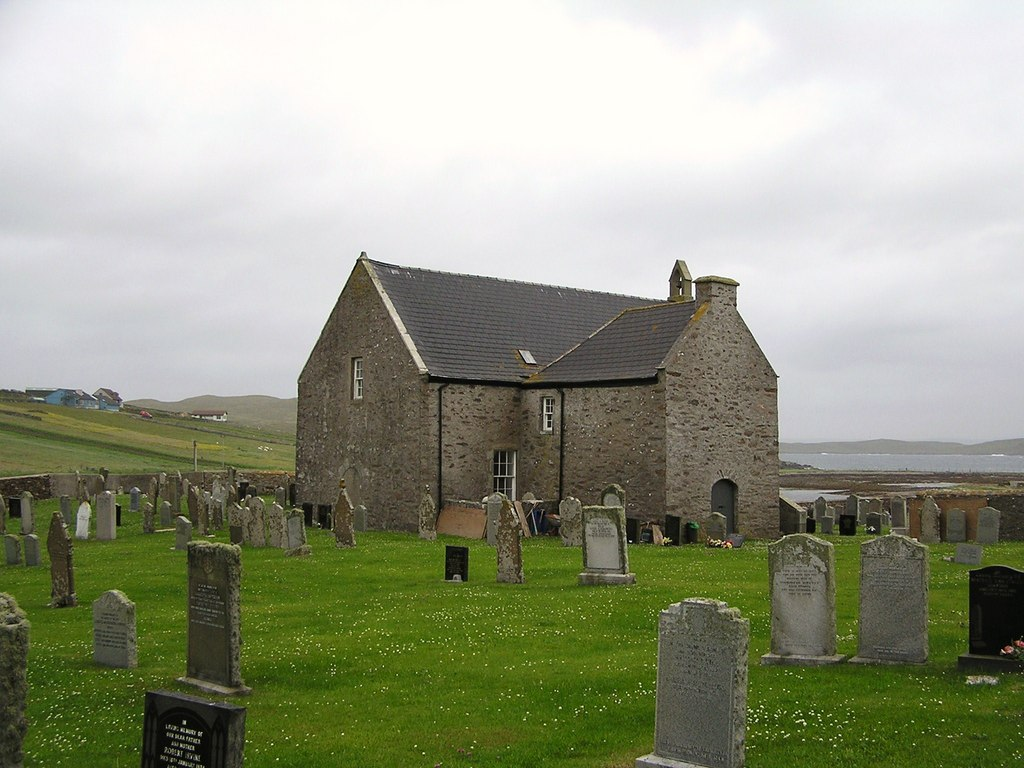
Уолси-Кирк

- Уолси-Кирк — церковь в северо-западной части острова построена в 1733 году. В 1974 году включена в список архитектурных памятников категории «B»[12].
- В 1780 году возле острова потерпел крушение русский 36 пушечный корабль Евстафий, из команды жителями острова было спасено пять человек, а позднее поднято 18 орудий и часть груза.[13]